# Max Ritter von Mulzer
Max Ritter von Mulzer (ur. 9 lipca 1893; zm. 26 września 1916) – niemiecki (bawarski) lotnik, as myśliwski z okresu I wojny światowej. Uzyskał 10 zwycięstw powietrznych. 

## Życiorys
Przed wybuchem wojny uczył się w szkole kadetów, którą ukończył w lipcu 1914 roku, skąd został skierowany do 8 Pułku Kawalerii. Do Luftstreitkräfte został przeniesiony 20 sierpnia 1915 roku. W końcu 1915 roku został na krótko przydzielony do FFA 4b. Następnie przeniesiono go do Feldflieger-Abteilung 62, gdzie służył wspólnie z Maxem Immelmannem i Oswaldem Boelcke. 
W jednostce odniósł swoje pierwsze potwierdzone zwycięstwo powietrzne. 30 marca 1915 roku na północ od Estaires zestrzelił pierwszy samolot FE2b. W FFA 62 odniósł kolejne 2 zwycięstwa zanim został przeniesiony do KEK Nord w czerwcu 1916 roku. W jednostce odniósł kolejne 3 zwycięstwa, wszystkie w czerwcu 1916 roku nad samolotami FE2b. W końcu czerwca został przydzielony do Fliegerabteilung 32, skąd 1 lipca został tymczasowo oddelegowany do KEK Bantheville. W pierwszych dniach lipca odniósł 2 kolejne zwycięstwa, a w połowie lipca powrócił do Douai do FA32. 
Wkrótce został odznaczony Pour le Mérite i był pierwszym Bawarczykiem odznaczonym najwyższym pruskim odznaczeniem wojennym. 
W FA32 odniósł kolejne dwa zwycięstwa, ostatnie 3 sierpnia w okolicach Lens. Został nobilitowany i otrzymał Militär-Max-Joseph-Orden. 26 września testując nowy samolot Albatros D.I w Armee Flug Park 6, Valenciennes uległ wypadkowi. Pilotowany przez niego samolot w czasie manewru utracił sterowność i rozbił się. Mulzer zginął na miejscu.